# 2e étape du Tour d'Italie 2023
Pour un article plus général, voir Tour d'Italie 2023.
La 2e étape du Tour d'Italie 2023 se déroule le dimanche 7 mai 2023 de Teramo à San Salvo, dans les Abruzzes, sur une distance de 201 km.

## Parcours
Au départ de la ville de Teramo située dans les collines de l’arrière-pays des Abruzzes, les coureurs rejoignent la Mer Adriatique à Alba Adriatica après 45 kilomètres pour suivre la côte en direction du sud-est jusqu'à Pescara. Le parcours fait alors une incursion dans les terres pour rejoindre Chieti avant de revenir le long de la côte adriatique un peu avant Ortona (où se tenait l'arrivée de la veille). La dernière partie de l'étape se poursuit le long de la côte de nouveau en direction du sud-est pendant une soixantaine de kilomètres jusqu’à San Salvo Marina où est tracée la ligne d'arrivée. Malgré deux côtes de 4e catégorie au programme mais placées loin de l'arrivée, la victoire de cette étape avec très peu de relief devrait se disputer au sprint.

## Déroulement de la course
En début d'étape, un groupe de cinq coureurs fait la course en tête. Il se compose de Paul Lapeira (AG2R Citroën), Thomas Champion (Cofidis), Mattia Bais (Eolo-Kometa), Stefano Gandin (Corratec) et Alessandro Verre (Arkéa-Samsic). Mais le peloton ne laisse pas l'échappée prendre trop d'ampleur. Et à 38 km de l’arrivée, les trois derniers hommes à rentrer dans le rang sont Champion, Bais et Gandin. Ensuite, les équipes des sprinteurs contrôlent la course jusqu'à la fin de l'étape. Plusieurs coureurs dont quelques sprinteurs sont concernés par une chute à environ 4 kilomètres de l’arrivée. Le sprint du peloton est remporté par le jeune Italien Jonathan Milan (Bahrain Victorious) qui s’impose d'une longueur devant David Dekker (Arkéa-Samsic) et Kaden Groves (Alpecin Deceuninck).

## Résultats

### Classement de l'étape
| \| Classement de l'étape \| Classement de l'étape \| Classement de l'étape \| Classement de l'étape \| Classement de l'étape \| \| Coureur \| Coureur \| Pays \| Équipe \| Temps \| \| --------------------- \| --------------------- \| --------------------- \| ------------------------ \| --------------------- \| \| 1er \| Jonathan Milan \| Italie \| Bahrain Victorious \| 4 h 55 min 11 s \| \| 2e \| David Dekker \| Pays-Bas \| Arkéa-Samsic \| + 0 s \| \| 3e \| Kaden Groves \| Australie \| Alpecin-Deceuninck \| + 0 s \| \| 4e \| Arne Marit \| Belgique \| Intermarché-Circus-Wanty \| + 0 s \| \| 5e \| Marius Mayrhofer \| Allemagne \| Team DSM \| + 0 s \| \| 6e \| Pascal Ackermann \| Allemagne \| UAE Team Emirates \| + 0 s \| \| 7e \| Fernando Gaviria \| Colombie \| Movistar Team \| + 0 s \| \| 8e \| Niccolò Bonifazio \| Italie \| Intermarché-Circus-Wanty \| + 0 s \| \| 9e \| Jake Stewart \| Royaume-Uni \| Groupama-FDJ \| + 0 s \| \| 10e \| Michael Matthews \| Australie \| Team Jayco AlUla \| + 0 s \| |                   |             |                          |                 |
| |                   |             |                          |                 |
| Source : ProCyclingStats |                   |             |                          |                 |
| Classement de l'étape |                   |             |                          |                 |
| Coureur | Coureur           | Pays        | Équipe                   | Temps           |
| 1er | Jonathan Milan    | Italie      | Bahrain Victorious       | 4 h 55 min 11 s |
| 2e | David Dekker      | Pays-Bas    | Arkéa-Samsic             | + 0 s           |
| 3e | Kaden Groves      | Australie   | Alpecin-Deceuninck       | + 0 s           |
| 4e | Arne Marit        | Belgique    | Intermarché-Circus-Wanty | + 0 s           |
| 5e | Marius Mayrhofer  | Allemagne   | Team DSM                 | + 0 s           |
| 6e | Pascal Ackermann  | Allemagne   | UAE Team Emirates        | + 0 s           |
| 7e | Fernando Gaviria  | Colombie    | Movistar Team            | + 0 s           |
| 8e | Niccolò Bonifazio | Italie      | Intermarché-Circus-Wanty | + 0 s           |
| 9e | Jake Stewart      | Royaume-Uni | Groupama-FDJ             | + 0 s           |
| 10e | Michael Matthews  | Australie   | Team Jayco AlUla         | + 0 s           |

### Points attribués pour le classement par points
| Sprint intermédiaire Pescara (km 101,5) | Sprint intermédiaire Pescara (km 101,5) | Sprint intermédiaire Pescara (km 101,5) | Sprint intermédiaire Pescara (km 101,5) | Sprint intermédiaire Pescara (km 101,5) |
| --------------------------------------- | --------------------------------------- | --------------------------------------- | --------------------------------------- | --------------------------------------- |
|                                         | Coureur                                 | Pays                                    | Équipe                                  | Point(s)                                |
| 1er                                     | Stefano Gandin                          | Italie                                  | Corratec                                | 12                                      |
| 2e                                      | Mattia Bais                             | Italie                                  | Eolo-Kometa                             | 8                                       |
| 3e                                      | Paul Lapeira                            | France                                  | AG2R Citroën                            | 6                                       |
| 4e                                      | Thomas Champion                         | France                                  | Cofidis                                 | 5                                       |
| 5e                                      | Fernando Gaviria                        | Colombie                                | Movistar                                | 4                                       |
| 6e                                      | Michael Matthews                        | Australie                               | Jayco AlUla                             | 3                                       |
| 7e                                      | Mads Pedersen                           | Danemark                                | Trek-Segafredo                          | 2                                       |
| 8e                                      | Filippo Fiorelli                        | Italie                                  | Green Project-Bardiani CSF-Faizanè      | 1                                       |
| modifier                                |                                         |                                         |                                         |                                         |

| Arrivée d'étape San Salvo (km 202) | Arrivée d'étape San Salvo (km 202) | Arrivée d'étape San Salvo (km 202) | Arrivée d'étape San Salvo (km 202) | Arrivée d'étape San Salvo (km 202) |
| ---------------------------------- | ---------------------------------- | ---------------------------------- | ---------------------------------- | ---------------------------------- |
|                                    | Coureur                            | Pays                               | Équipe                             | Point(s)                           |
| 1er                                | Jonathan Milan                     | Italie                             | Bahrain Victorious                 | 50                                 |
| 2e                                 | David Dekker                       | Pays-Bas                           | Arkéa-Samsic                       | 35                                 |
| 3e                                 | Kaden Groves                       | Australie                          | Alpecin-Deceuninck                 | 25                                 |
| 4e                                 | Arne Marit                         | Belgique                           | Intermarché-Circus-Wanty           | 18                                 |
| 5e                                 | Marius Mayrhofer                   | Allemagne                          | Team DSM                           | 14                                 |
| 6e                                 | Pascal Ackermann                   | Allemagne                          | UAE Emirates                       | 12                                 |
| 7e                                 | Fernando Gaviria                   | Colombie                           | Movistar                           | 10                                 |
| 8e                                 | Niccolò Bonifazio                  | Italie                             | Intermarché-Circus-Wanty           | 8                                  |
| 9e                                 | Jake Stewart                       | Grande-Bretagne                    | Groupama-FDJ                       | 7                                  |
| 10e                                | Michael Matthews                   | Australie                          | Jayco AlUla                        | 6                                  |
| 11e                                | Simone Consonni                    | Italie                             | Cofidis                            | 5                                  |
| 12e                                | Filippo Fiorelli                   | Italie                             | Green Project-Bardiani CSF-Faizanè | 4                                  |
| 13e                                | Andrea Vendrame                    | Italie                             | AG2R Citroën                       | 3                                  |
| 14e                                | Ryan Gibbons                       | Afrique du Sud                     | UAE Emirates                       | 2                                  |
| 15e                                | Clément Russo                      | France                             | Arkéa-Samsic                       | 1                                  |
| modifier                           |                                    |                                    |                                    |                                    |

### Points attribués pour le classement du meilleur grimpeur
| Silvi Paese (km 84,5) 4e catégorie (4,2 km à 5,4%) | Silvi Paese (km 84,5) 4e catégorie (4,2 km à 5,4%) | Silvi Paese (km 84,5) 4e catégorie (4,2 km à 5,4%) | Silvi Paese (km 84,5) 4e catégorie (4,2 km à 5,4%) | Silvi Paese (km 84,5) 4e catégorie (4,2 km à 5,4%) |
| -------------------------------------------------- | -------------------------------------------------- | -------------------------------------------------- | -------------------------------------------------- | -------------------------------------------------- |
|                                                    | Coureur                                            | Pays                                               | Équipe                                             | Point(s)                                           |
| 1er                                                | Paul Lapeira                                       | France                                             | AG2R Citroën                                       | 3                                                  |
| 2e                                                 | Thomas Champion                                    | France                                             | Cofidis                                            | 2                                                  |
| 3e                                                 | Mattia Bais                                        | Italie                                             | Eolo-Kometa                                        | 1                                                  |
| modifier                                           |                                                    |                                                    |                                                    |                                                    |

| Ripa Teatina (km 130,3) 4e catégorie (1,9 km à 5,8%) | Ripa Teatina (km 130,3) 4e catégorie (1,9 km à 5,8%) | Ripa Teatina (km 130,3) 4e catégorie (1,9 km à 5,8%) | Ripa Teatina (km 130,3) 4e catégorie (1,9 km à 5,8%) | Ripa Teatina (km 130,3) 4e catégorie (1,9 km à 5,8%) |
| ---------------------------------------------------- | ---------------------------------------------------- | ---------------------------------------------------- | ---------------------------------------------------- | ---------------------------------------------------- |
|                                                      | Coureur                                              | Pays                                                 | Équipe                                               | Point(s)                                             |
| 1er                                                  | Paul Lapeira                                         | France                                               | AG2R Citroën                                         | 3                                                    |
| 2e                                                   | Thomas Champion                                      | France                                               | Cofidis                                              | 2                                                    |
| 3e                                                   | Mattia Bais                                          | Italie                                               | Eolo-Kometa                                          | 1                                                    |
| modifier                                             |                                                      |                                                      |                                                      |                                                      |

### Points attribués pour le classement des sprints intermédiaires
| Sprint intermédiaire Pescara (km 101,5) | Sprint intermédiaire Pescara (km 101,5) | Sprint intermédiaire Pescara (km 101,5) | Sprint intermédiaire Pescara (km 101,5) | Sprint intermédiaire Pescara (km 101,5) |
| --------------------------------------- | --------------------------------------- | --------------------------------------- | --------------------------------------- | --------------------------------------- |
|                                         | Coureur                                 | Pays                                    | Équipe                                  | Point(s)                                |
| 1er                                     | Stefano Gandin                          | Italie                                  | Corratec                                | 10                                      |
| 2e                                      | Mattia Bais                             | Italie                                  | Eolo-Kometa                             | 6                                       |
| 3e                                      | Paul Lapeira                            | France                                  | AG2R Citroën                            | 3                                       |
| 4e                                      | Thomas Champion                         | France                                  | Cofidis                                 | 2                                       |
| 5e                                      | Fernando Gaviria                        | Colombie                                | Movistar                                | 1                                       |
| modifier                                |                                         |                                         |                                         |                                         |

| Sprint intermédiaire Chieti (km 121,6) | Sprint intermédiaire Chieti (km 121,6) | Sprint intermédiaire Chieti (km 121,6) | Sprint intermédiaire Chieti (km 121,6) | Sprint intermédiaire Chieti (km 121,6) |
| -------------------------------------- | -------------------------------------- | -------------------------------------- | -------------------------------------- | -------------------------------------- |
|                                        | Coureur                                | Pays                                   | Équipe                                 | Point(s)                               |
| 1er                                    | Stefano Gandin                         | Italie                                 | Corratec                               | 10                                     |
| 2e                                     | Mattia Bais                            | Italie                                 | Eolo-Kometa                            | 6                                      |
| 3e                                     | Thomas Champion                        | France                                 | Cofidis                                | 3                                      |
| 4e                                     | Paul Lapeira                           | France                                 | AG2R Citroën                           | 2                                      |
| 5e                                     | Carlos Verona                          | Espagne                                | Movistar                               | 1                                      |
| modifier                               |                                        |                                        |                                        |                                        |

### Bonifications
|   | Coureur         | Pays   | Équipe      | Secondes |
| - | --------------- | ------ | ----------- | -------- |
| 1 | Stefano Gandin  | Italie | Corratec    | 3 s      |
| 2 | Mattia Bais     | Italie | Eolo-Kometa | 2 s      |
| 3 | Thomas Champion | France | Cofidis     | 1 s      |

|   | Coureur        | Pays      | Équipe             | Secondes |
| - | -------------- | --------- | ------------------ | -------- |
| 1 | Jonathan Milan | Italie    | Bahrain Victorious | 10 s     |
| 2 | David Dekker   | Pays-Bas  | Arkéa-Samsic       | 6 s      |
| 3 | Kaden Groves   | Australie | Alpecin-Deceuninck | 4 s      |

## Classements à l'issue de l'étape

### Classement général
| \| Classement général \| Classement général \| Classement général \| Classement général \| Classement général \| \| Coureur \| Coureur \| Pays \| Équipe \| Temps \| \| ------------------ \| ------------------ \| ------------------ \| ------------------ \| ------------------ \| \| 1er \| Remco Evenepoel \| Belgique \| Soudal Quick-Step \| 5 h 16 min 29 s \| \| 2e \| Filippo Ganna \| Italie \| Ineos Grenadiers \| + 22 s \| \| 3e \| João Almeida \| Portugal \| UAE Team Emirates \| + 29 s \| \| 4e \| Stefan Küng \| Suisse \| Groupama-FDJ \| + 43 s \| \| 5e \| Primož Roglič \| Slovénie \| Jumbo-Visma \| + 43 s \| \| 6e \| Geraint Thomas \| Royaume-Uni \| Ineos Grenadiers \| + 55 s \| \| 7e \| Aleksandr Vlasov \| Bannière neutre \| Bora-Hansgrohe \| + 55 s \| \| 8e \| Tao Geoghegan Hart \| Royaume-Uni \| Ineos Grenadiers \| + 59 s \| \| 9e \| Brandon McNulty \| États-Unis \| UAE Team Emirates \| + 1 min 00 s \| \| 10e \| Jay Vine \| Australie \| UAE Team Emirates \| + 1 min 05 s \| |                    |                 |                   |                 |
| |                    |                 |                   |                 |
| Source : ProCyclingStats |                    |                 |                   |                 |
| Classement général |                    |                 |                   |                 |
| Coureur | Coureur            | Pays            | Équipe            | Temps           |
| 1er | Remco Evenepoel    | Belgique        | Soudal Quick-Step | 5 h 16 min 29 s |
| 2e | Filippo Ganna      | Italie          | Ineos Grenadiers  | + 22 s          |
| 3e | João Almeida       | Portugal        | UAE Team Emirates | + 29 s          |
| 4e | Stefan Küng        | Suisse          | Groupama-FDJ      | + 43 s          |
| 5e | Primož Roglič      | Slovénie        | Jumbo-Visma       | + 43 s          |
| 6e | Geraint Thomas     | Royaume-Uni     | Ineos Grenadiers  | + 55 s          |
| 7e | Aleksandr Vlasov   | Bannière neutre | Bora-Hansgrohe    | + 55 s          |
| 8e | Tao Geoghegan Hart | Royaume-Uni     | Ineos Grenadiers  | + 59 s          |
| 9e | Brandon McNulty    | États-Unis      | UAE Team Emirates | + 1 min 00 s    |
| 10e | Jay Vine           | Australie       | UAE Team Emirates | + 1 min 05 s    |

| Classement par points | Classement par points | Classement par points | Classement par points      | Classement par points |
| Coureur               | Coureur               | Pays                  | Équipe                     | Points                |
| --------------------- | --------------------- | --------------------- | -------------------------- | --------------------- |
| 1er                   | Jonathan Milan        | Italie                | Bahrain Victorious         | 50 pts                |
| 2e                    | David Dekker          | Pays-Bas              | Arkéa-Samsic               | 35 pts                |
| 3e                    | Kaden Groves          | Australie             | Alpecin-Deceuninck         | 25 pts                |
| 4e                    | Arne Marit            | Belgique              | Intermarché-Circus-Wanty   | 18 pts                |
| 5e                    | Remco Evenepoel       | Belgique              | Soudal Quick-Step          | 15 pts                |
| 6e                    | Fernando Gaviria      | Colombie              | Movistar Team              | 14 pts                |
| 7e                    | Marius Mayrhofer      | Allemagne             | Team DSM                   | 14 pts                |
| 8e                    | Pascal Ackermann      | Allemagne             | UAE Team Emirates          | 12 pts                |
| 9e                    | Filippo Ganna         | Italie                | Ineos Grenadiers           | 12 pts                |
| 10e                   | Stefano Gandin        | Italie                | Team Corratec-Selle Italia | 12 pts                |

| Classement par points | Classement par points | Classement par points | Classement par points      | Classement par points |
| Coureur               | Coureur               | Pays                  | Équipe                     | Points                |
| --------------------- | --------------------- | --------------------- | -------------------------- | --------------------- |
| 1er                   | Jonathan Milan        | Italie                | Bahrain Victorious         | 50 pts                |
| 2e                    | David Dekker          | Pays-Bas              | Arkéa-Samsic               | 35 pts                |
| 3e                    | Kaden Groves          | Australie             | Alpecin-Deceuninck         | 25 pts                |
| 4e                    | Arne Marit            | Belgique              | Intermarché-Circus-Wanty   | 18 pts                |
| 5e                    | Remco Evenepoel       | Belgique              | Soudal Quick-Step          | 15 pts                |
| 6e                    | Fernando Gaviria      | Colombie              | Movistar Team              | 14 pts                |
| 7e                    | Marius Mayrhofer      | Allemagne             | Team DSM                   | 14 pts                |
| 8e                    | Pascal Ackermann      | Allemagne             | UAE Team Emirates          | 12 pts                |
| 9e                    | Filippo Ganna         | Italie                | Ineos Grenadiers           | 12 pts                |
| 10e                   | Stefano Gandin        | Italie                | Team Corratec-Selle Italia | 12 pts                |

| Classement de la montagne | Classement de la montagne | Classement de la montagne | Classement de la montagne | Classement de la montagne |
| Coureur                   | Coureur                   | Pays                      | Équipe                    | Points                    |
| ------------------------- | ------------------------- | ------------------------- | ------------------------- | ------------------------- |
| 1er                       | Paul Lapeira              | France                    | AG2R Citroën Team         | 6 pts                     |
| 2e                        | Thomas Champion           | France                    | Cofidis                   | 4 pts                     |
| 3e                        | Tao Geoghegan Hart        | Royaume-Uni               | Ineos Grenadiers          | 3 pts                     |
| 4e                        | João Almeida              | Portugal                  | UAE Team Emirates         | 2 pts                     |
| 5e                        | Mattia Bais               | Italie                    | Eolo-Kometa               | 2 pts                     |
| 6e                        | Marius Mayrhofer          | Allemagne                 | Team DSM                  | 1 pt                      |

| Classement de la montagne | Classement de la montagne | Classement de la montagne | Classement de la montagne | Classement de la montagne |
| Coureur                   | Coureur                   | Pays                      | Équipe                    | Points                    |
| ------------------------- | ------------------------- | ------------------------- | ------------------------- | ------------------------- |
| 1er                       | Paul Lapeira              | France                    | AG2R Citroën Team         | 6 pts                     |
| 2e                        | Thomas Champion           | France                    | Cofidis                   | 4 pts                     |
| 3e                        | Tao Geoghegan Hart        | Royaume-Uni               | Ineos Grenadiers          | 3 pts                     |
| 4e                        | João Almeida              | Portugal                  | UAE Team Emirates         | 2 pts                     |
| 5e                        | Mattia Bais               | Italie                    | Eolo-Kometa               | 2 pts                     |
| 6e                        | Marius Mayrhofer          | Allemagne                 | Team DSM                  | 1 pt                      |

| Classement du meilleur jeune | Classement du meilleur jeune | Classement du meilleur jeune | Classement du meilleur jeune | Classement du meilleur jeune |
| Coureur                      | Coureur                      | Pays                         | Équipe                       | Temps                        |
| ---------------------------- | ---------------------------- | ---------------------------- | ---------------------------- | ---------------------------- |
| 1er                          | Remco Evenepoel              | Belgique                     | Soudal Quick-Step            | 5 h 16 min 29 s              |
| 2e                           | João Almeida                 | Portugal                     | UAE Team Emirates            | + 29 s                       |
| 3e                           | Brandon McNulty              | États-Unis                   | UAE Team Emirates            | + 1 min 00 s                 |
| 4e                           | Jonathan Milan               | Italie                       | Bahrain Victorious           | + 1 min 17 s                 |
| 5e                           | Ilan Van Wilder              | Belgique                     | Soudal Quick-Step            | + 1 min 31 s                 |
| 6e                           | Andreas Leknessund           | Norvège                      | Team DSM                     | + 1 min 37 s                 |
| 7e                           | Stefano Oldani               | Italie                       | Alpecin-Deceuninck           | + 1 min 56 s                 |
| 8e                           | Michel Hessmann              | Allemagne                    | Jumbo-Visma                  | + 1 min 56 s                 |
| 9e                           | Thymen Arensman              | Pays-Bas                     | Ineos Grenadiers             | + 2 min 02 s                 |
| 10e                          | Ben Healy                    | Irlande                      | EF Education-EasyPost        | + 2 min 04 s                 |

| Classement du meilleur jeune | Classement du meilleur jeune | Classement du meilleur jeune | Classement du meilleur jeune | Classement du meilleur jeune |
| Coureur                      | Coureur                      | Pays                         | Équipe                       | Temps                        |
| ---------------------------- | ---------------------------- | ---------------------------- | ---------------------------- | ---------------------------- |
| 1er                          | Remco Evenepoel              | Belgique                     | Soudal Quick-Step            | 5 h 16 min 29 s              |
| 2e                           | João Almeida                 | Portugal                     | UAE Team Emirates            | + 29 s                       |
| 3e                           | Brandon McNulty              | États-Unis                   | UAE Team Emirates            | + 1 min 00 s                 |
| 4e                           | Jonathan Milan               | Italie                       | Bahrain Victorious           | + 1 min 17 s                 |
| 5e                           | Ilan Van Wilder              | Belgique                     | Soudal Quick-Step            | + 1 min 31 s                 |
| 6e                           | Andreas Leknessund           | Norvège                      | Team DSM                     | + 1 min 37 s                 |
| 7e                           | Stefano Oldani               | Italie                       | Alpecin-Deceuninck           | + 1 min 56 s                 |
| 8e                           | Michel Hessmann              | Allemagne                    | Jumbo-Visma                  | + 1 min 56 s                 |
| 9e                           | Thymen Arensman              | Pays-Bas                     | Ineos Grenadiers             | + 2 min 02 s                 |
| 10e                          | Ben Healy                    | Irlande                      | EF Education-EasyPost        | + 2 min 04 s                 |

| Classement par équipes | Classement par équipes | Classement par équipes | Classement par équipes |
| Équipe                 | Équipe                 | Pays                   | Temps                  |
| ---------------------- | ---------------------- | ---------------------- | ---------------------- |
| 1re                    | UAE Team Emirates      | Émirats arabes unis    | 15 h 51 min 30 s       |
| 2e                     | Ineos Grenadiers       | Royaume-Uni            | + 13 s                 |
| 3e                     | Soudal Quick-Step      | Belgique               | + 32 s                 |
| 4e                     | Groupama-FDJ           | France                 | + 1 min 32 s           |
| 5e                     | Bora-Hansgrohe         | Allemagne              | + 1 min 38 s           |
| 6e                     | Team Jayco AlUla       | Australie              | + 1 min 40 s           |
| 7e                     | Jumbo-Visma            | Pays-Bas               | + 2 min 02 s           |
| 8e                     | Bahrain Victorious     | Bahreïn                | + 2 min 28 s           |
| 9e                     | Trek-Segafredo         | États-Unis             | + 2 min 40 s           |
| 10e                    | EF Education-EasyPost  | États-Unis             | + 2 min 56 s           |

| Classement par équipes | Classement par équipes | Classement par équipes | Classement par équipes |
| Équipe                 | Équipe                 | Pays                   | Temps                  |
| ---------------------- | ---------------------- | ---------------------- | ---------------------- |
| 1re                    | UAE Team Emirates      | Émirats arabes unis    | 15 h 51 min 30 s       |
| 2e                     | Ineos Grenadiers       | Royaume-Uni            | + 13 s                 |
| 3e                     | Soudal Quick-Step      | Belgique               | + 32 s                 |
| 4e                     | Groupama-FDJ           | France                 | + 1 min 32 s           |
| 5e                     | Bora-Hansgrohe         | Allemagne              | + 1 min 38 s           |
| 6e                     | Team Jayco AlUla       | Australie              | + 1 min 40 s           |
| 7e                     | Jumbo-Visma            | Pays-Bas               | + 2 min 02 s           |
| 8e                     | Bahrain Victorious     | Bahreïn                | + 2 min 28 s           |
| 9e                     | Trek-Segafredo         | États-Unis             | + 2 min 40 s           |
| 10e                    | EF Education-EasyPost  | États-Unis             | + 2 min 56 s           |

## Abandons
Aucun.